# بختياران
بختياران هي قرية في مقاطعة خوي، إيران. يقدر عدد سكانها بـ 247 نسمة بحسب إحصاء 2016.